# Suhoj Su-11
Suhoj Su-11 je bio sovjetski presretač koji je bio u upotrebi tijekom 1960-ih. Iz službe je postupno povlačen dolaskom modernijeg Suhoja Su-15.

## Razvoj
Rano tijekom T-3 programa (razvoj presretača, vidi Su-9) bilo je nekoliko eksperimenata s ugradnjom različitih radara. Jedan takav zrakoplov, oznake T-47, je napravljen potpuno nanovo i prvi let je napravio 6. siječnja 1958. Vanjštinom je dosta nalikovao svom prethodniku Su-9, no najveća razlika je bila širi usisnkik zraka i veći nosni konus u kojem je bio smješten radar. Kako ovaj zrakoplov nije imao mogućnost lansiranja raketa zrak-zrak, u vrijeme kada su one postajale sve popularnije, nakon nekog vremena projekt je zaustavljen. No to nije značilo da je rad na T-3 presretaču s poboljšanim radarom zaustavljen. Jedan od prvih proizvedenih Su-9 je modificiran u konfiguraciju sličnu onoj s T-47, no sada je imao i mogućnost nošenja navođenih raketa. Prototip je dobio oznaku PT8-4 i prvi put je poletio 21. veljače 1958., no kako i njegov prethodnik nije bio zadovoljavajuć stoga je projekt ugašen. 
To je dovelo do izrade još jednog sličnog prototipa oznake T-47-3 koji je bio opremljen novim "Oryol" radarom i snažnim R-8M (NATO naziv AA-3 Anab) raketama. Nosio je po jednu raketu ispod svakog krila, s kombiniranim radarskim i toplinskim navođenjem. Za razliku od prethodnih prototipova, T-47-3 nije imao topničko naoružanje. Prvi put je poletio 25. prosinca 1958. i kako se radilo o obećavajućem projektu, izrađena su još četiri prototipa - svi modificirani iz starijih zrakoplova. Novi zrakoplov je odobren za proizvodnju pod oznakom Su-11 a pred kraj 1961. ulazi u službu sovjetske protu-zračne obrane. Kako se istovremeno u službi našao i novi Jakovljev Jak-28P do kraja proizvodnje 1965. napravljeno je samo 108 Suhoja Su-11. Tijekom službe dobio je NATO oznaku "Fishpot-C" i nije se izvozio u druge zemlje. 
Su-11 je bio 60 cm duži od Su-9 i je prazan bio 900 kg teži. Osim snažnijeg Oryol radara, poboljšan je i Sirena-2 sustav radarske ozračenosti te je ugrađeno KS-3 sjedalo za katapultiranje.

## Povijest korištenja
Sa Su-9 Su-11 je od 60-ih do 70-ih bio okosnica sovjetske protuzračne obrane. No unatoč svom snažnom radaru, dosta je ovisio o kontroli na tlu da ga navodi prema meti. Kako je u službu uskoro ušao i puno napredniji Su-15, Su-11 je sve manje korišten iako su neki zrakoplovi ostali u glavnoj službi sve do oko 1983.

## Tehničke karakteristike (Su-11-8M)
Osnovne karakteristike
- posada: 1
- dužina: 18,29 m
- raspon krila: 8,43 m
- površina krila: 34 m2
- visina: 4,88 m

Letne karakteristike
- najveća brzina: 1.980 km/h (Mach 1,8)
- dolet: 1.152 km
  - borbeni dolet: 500 km
- brzina penjanja: 136,7 m/s
- najveća visina leta: 17.000 m
- specifično opterećenje krila: 400 kg/m2
- motor: 1 × Lyulka AL-7F-1

Naoružanje
- naoružanje:
- 2 × R-98 (AA-3 'Anab')

## Poveznice
- Suhoj Su-9
- Suhoj Su-15